# 海瑟·巴倫-格雷西
海瑟·巴倫-格雷西（英語：Heather Baron-Gracie，1995年1月17日—）是一位英國音樂人，她是蒼白浪潮樂隊的主音歌手、節奏結他手和作詞人。

## 早期生活
海瑟在英格蘭普雷斯頓長大，在父親的熏陶下開始了學習結他和音樂創作。她在9歲時寫了第一首歌，並於2011年(16歲)開始在YouTube上傳翻唱影片。海瑟小時候接觸摩托車和滑板一類活動，因此她經常稱兒時的自己為「小男孩」。2013年，大學時期，海瑟去了曼徹斯特就讀英國及愛爾蘭現代音樂學院，認識到好朋友奇拉·多蘭，二人共同建立了Creek樂隊（現為Pale Waves）。自那時起二人便在創作上維持緊密合作關係，一起完成了幾乎全部歌的創作，海瑟負責寫詞，奇拉負責製作。海瑟的右手臂上曾有奇拉名字的紋身。

## 個人生活
海瑟有一位美國籍女朋友Kelsi Luck。

## 外部連結
- Official Pale Waves website （页面存档备份，存于）
- 海瑟·巴倫-格雷西的Instagram帳戶
- 海瑟·巴倫-格雷西的X（前Twitter）